# Reiner Haussherr

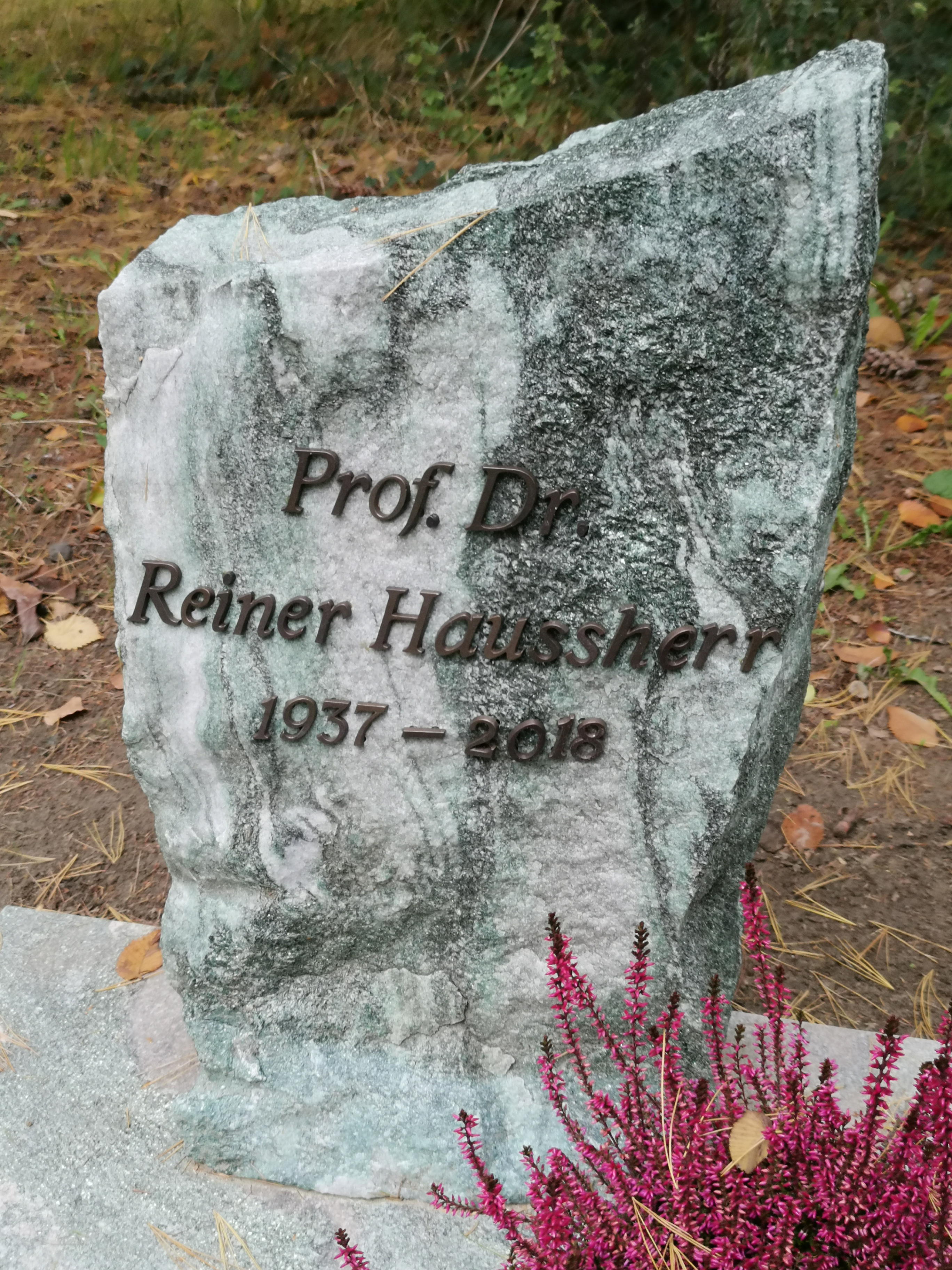
Grabstelle auf dem Friedhof Stolpe (Hohen Neuendorf), Kreis Oberhavel

Reiner Haussherr (* 15. März 1937 in Berlin; † 6. Oktober 2018 ebenda) war ein deutscher Kunsthistoriker.
Reiner Haussherr, Sohn des Historikers Hans Haussherr (1898–1960), begann sein Studium nach dem Abitur in Halle 1955 in Berlin und wechselte dann 1958 nach Göttingen und 1959 nach Bonn, wo er 1962 bei Herbert von Einem promoviert wurde (Der tote Christus am Kreuz. Zur Ikonographie des Gerokreuzes). Nach der Promotion ging er zunächst nach Paris und kehrte als wissenschaftlicher Assistent nach Bonn zurück. Von 1976 bis 1980 lehrte er als Nachfolger von Erich Hubala als Professor für Kunstgeschichte an der Universität Kiel, aus Bonn brachte er seinen Assistenten Eberhard König mit. Von 1981 bis zu seiner Emeritierung lehrte er an der Freien Universität Berlin. Er war Mitglied der Akademie der Wissenschaften und der Literatur in Mainz.

## Schriften
Aufsatzsammlung
- Eberhard König (Hrsg.): Bible moralisée. Prachthandschriften des Hohen Mittelalters. Gesammelte Schriften von Reiner Haussherr. Imhof, Petersberg 2009, ISBN 978-3-86568-168-3.

Monographien
- Der tote Christus am Kreuz. Zur Ikonographie des Gerokreuzes. Dissertation Bonn 1963 (mit Lebenslauf; Digitalisat).
- Michelangelos Kruzifixus für Vittoria Colonna. Bemerkungen zu Ikonographie und theologischer Deutung (= Wissenschaftliche Abhandlungen der Rheinisch-Westfälischen Akademie der Wissenschaften. Bd. 44). Westdeutscher Verlag, Opladen 1971.
- Rembrandts Jacobssegen. Überlegungen zur Deutung des Gemäldes in der Kasseler Galerie (= Abhandlungen der Rheinisch-Westfälischen Akademie der Wissenschaften. Bd. 60). Westdeutscher Verlag, Opladen 1976, ISBN 3-531-05070-2.
- Convenevolezza. Historische Angemessenheit in der Darstellung von Kostüm und Schauplatz seit der Spätantike bis ins 16. Jh. (= Abhandlungen der Geistes- und Sozialwissenschaftlichen Klasse, Akademie der Wissenschaften und der Literatur Mainz. Jahrgang 1984, Nr. 4). Steiner, Wiesbaden 1984, ISBN 978-3-515-03993-2.
- Dombauten und Reichsepiskopat im Zeitalter der Staufer (= Abhandlungen der Geistes- und Sozialwissenschaftlichen Klasse, Akademie der Wissenschaften und der Literatur Mainz. Jahrgang 1991, Nr. 5). Steiner, Stuttgart 1991, ISBN 978-3-515-05907-7.